# Spring Lake (Indiana)
Spring Lake est une municipalité située dans le comté de Hancock, dans l’État de l'Indiana, aux États-Unis. Lors du recensement de 2020, elle comptait 210 habitants.